# Universidad Nacional de Costa Rica
La Universidad Nacional de Costa Rica (UNA) es una de las cinco universidades estatales de Costa Rica, junto con la Universidad de Costa Rica, el Tecnológico de Costa Rica, la Universidad Estatal a Distancia y la Universidad Técnica Nacional.
Según el más reciente estudio con base en los estándares internacionales utilizados para evaluar a las universidades, la Universidad Nacional de Costa Rica ocupa el lugar número 55 en América Latina y el 701 a nivel mundial.

## Historia
La Universidad Nacional, Costa Rica (UNA) creada en 1973, se encuentra ubicada en la provincia de Heredia.
Bajo el lema “La verdad nos hace libres”, y gracias a la perseverancia de su precursor Uladislao Gámez Solano, Ministro de Educación Pública en el gobierno del presidente José Figueres Ferrer, fue ratificada la creación de la Universidad Nacional (UNA), el 15 de febrero de 1973, mediante la Ley 5182.
Una vez constituida la parte legal de dicho proyecto quedaba por constituir las reglamentaciones para la creación de la comisión de organización de la Universidad Nacional, la comisión ad hoc, es decir una comisión sin fines de lucro, quedando en la misma las siguientes personas, Uladislao Gámez Solano, Óscar Arias Sánchez Ministro de Planificación , don Francisco Morales Hernández entre otros.
La UNA abre sus puertas a la comunidad nacional el 14 de marzo de 1973, recogiendo la herencia de la Escuela Normal de Costa Rica y de la Escuela Normal Superior, que cristaliza un sueño y un ideario de hombres y mujeres visionarios.
En el contexto de su fase germinativa, recoge lo mejor del pensamiento latinoamericano de la época, y se define como “Universidad Necesaria”, con lo que marca el rumbo como una institución al servicio de los sectores menos privilegiados de la sociedad costarricense, al ofrecer igualdad de posibilidades de acceso a la educación superior.
El humanismo se complementa con la diversidad de la oferta académica y la rigurosidad de los planes de estudio. La UNA ofrece más de 100 opciones de grado y de posgrado en los diferentes campos del conocimiento humano, como ciencias exactas y naturales, ciencias de la tierra y el mar, educación, ciencias sociales, ciencias de la salud, filosofía, letras, y artes.
Además, atendiendo a los desafíos del siglo XXI, surgen nuevas opciones tanto en nivel de grado como en posgrado. En posgrado, destacan las nuevas Maestrías en Sistemas de Teledetección y en Bioética, entre otras opciones que están en proceso

### Instituto Pedagógico Centroamericano
El Instituto Pedagógico Centroamericano fue una institución destinada a la formación conjunta de los maestros de Centroamérica, establecida en uno de los convenios que dieron nacimiento al primer sistema Washington, suscritos en 1907 por Costa Rica, El Salvador, Guatemala, Honduras y Nicaragua, que entraron en vigencia en 1908. Cómo sede del Instituto fue escogida Costa Rica. Inicialmente, el gobierno costarricense escogió la población de Barva como sede del Instituto, pero posteriormente lo reubicó en la ciudad de Heredia. Debido a la disolución del primer sistema Washington, el instituto se mantuvo como una entidad exclusivamente costarricense, con el nombre de Escuela Normal, la cual eventualmente en 1973 sería reemplazada por la Universidad Nacional de Costa Rica.

## Vicerrectorías
Las cinco Vicerrectorías definidas en la Universidad Nacional son:

### Vicerrectoría de Investigación
La Vicerrectoría de Investigación contribuye con el desarrollo de la investigación, y de los sistemas bibliotecario, de información académica y de posgrado universitario, mediante procesos estratégicos que estimulan una cultura de innovación, evaluación de resultados, la rendición de cuentas y garantizan la calidad y la pertinencia de la institución para fortalecer la creación, difusión, transferencia de conocimiento relevante, pertinente, inclusivo que incide en la transformación de la sociedad.

### Vicerrectoría de Extensión
La Extensión constituye una tarea por medio de la cual la Universidad se interrelaciona con la comunidad nacional, de manera crítica y creadora. Por medio de ésta proyecta a la población nacional con mayores condiciones de desigual social, exclusión y vulnerabilidad, los productos del quehacer académico, lo que permite que se redimensione y enriquezca al comprender y enfrentar las necesidades identificadas.  La extensión será una de las áreas sustantivas más importantes y representativas de la UNA, en la cual se cumple con el compromiso social que dio origen a la UNA, bajo la perspectiva de Universidad Necesaria.  La extensión contextualiza la investigación, nutre la docencia y es tierra fértil para la producción. En ella se reconoce el saber popular como parte del conocimiento y promueve los espacios de diálogo con grupos sociales para la construcción de alternativas frente a sus propias problemáticas y necesidades

### Vicerrectoría de Docencia
La Vicerrectoría de Docencia es la instancia de la Universidad Nacional que coordina, asesora, integra y formula la acción sustantiva docente, a la vez gestiona y promueve procesos innovadores propios de su ámbito de competencia, según los planes y propuestas de la Rectoría y los propios, en coordinación con otras instancias universitarias.

### Vicerrectoría de Vida Estudiantil
La Vicerrectoría de Vida Estudiantil es el órgano universitario encargado de promover el desarrollo integral del estudiante. En el cumplimiento de este objetivo, realiza funciones de investigación, docencia asistemática, extensión y administración de servicios.

### Vicerrectoría de Administración
La Vicerrectoría de Administración es el órgano universitario responsable de la planificación, gestión y el apoyo especializado al desarrollo de las actividades académicas y administrativas.

## Organización Académica
Los principales Centros y Facultades de la UNA son los siguientes :
- Centro de Estudios Generales
- Centro de Investigación y Docencia en Educación (CIDE)
- Centro de Investigación, Docencia y Extensión Artística (CIDEA)
- Facultad de Ciencias Exactas y Naturales
- Facultad de Ciencias Sociales
- Facultad de Filosofía y Letras
- Facultad de Ciencias de la Salud
- Facultad de Tierra y Mar

## Organización Administrativa
Consejo Universitario :
- Sede Regional Brunca  Campus Pérez Zeledón (en el cantón de Pérez Zeledón) y Campus Coto (en el distrito Canoas del cantón de Corredores, a 5 km de la frontera con Panamá))

- Sede Regional Chorotega(Campus Liberia y Campus Nicoya)

- Estación Biológica Marina

| Máster Steven Oreamuno Herra (2020-2025)      | Presidente                    |
| M.Ed. Francisco González Alvarado (2020-2025) | Rector                        |
| Dra. Jeannette Valverde Chaves (2020-2025)    | Representante Académica       |
| Dr. Olman Segura Bonilla (2024-2029)          | Representante Académico       |
| Dr. Braulio Sánchez Ureña (2022-2027)         | Representante Académica       |
| M.Sc. Yalile Jiménez Olivares (2025-2030)     | Representante Académica Sedes |
| Máster Esteban Araya Salazar (2020-2025)      | Representante Administrativo  |
| Mag. Sergio Fernández Rojas (2024-2029)       | Representante Administrativo  |
| Daniel Arias Jiménez (2024-2026)              | Representante Estudiantil     |
| Emily Montero Guzmán (2024-2026)              | Representante Estudiantil     |
| Raquel Loria Quesada (2024-2026)              | Representante Estudiantil     |
| Sr. Marcos Roman Valverde (2024-2026)         | Representante Estudiantil     |

## Campus Universitario
El Campus Omar Dengo, ubicado en la provincia de Heredia y distribuido entre los cantones de Heredia, San Rafael y San Pablo, es la sede central de la UNA, concentra los edificios de la mayoría de las facultades, algunas otras también se encuentran en el Campus Benjamín Núñez, llamado así en honor del fundador de la Universidad en el año 1973, Pbro. Benjamín Núñez Vargas, el cual ejerció como rector entre los años 1973 hasta 1977.

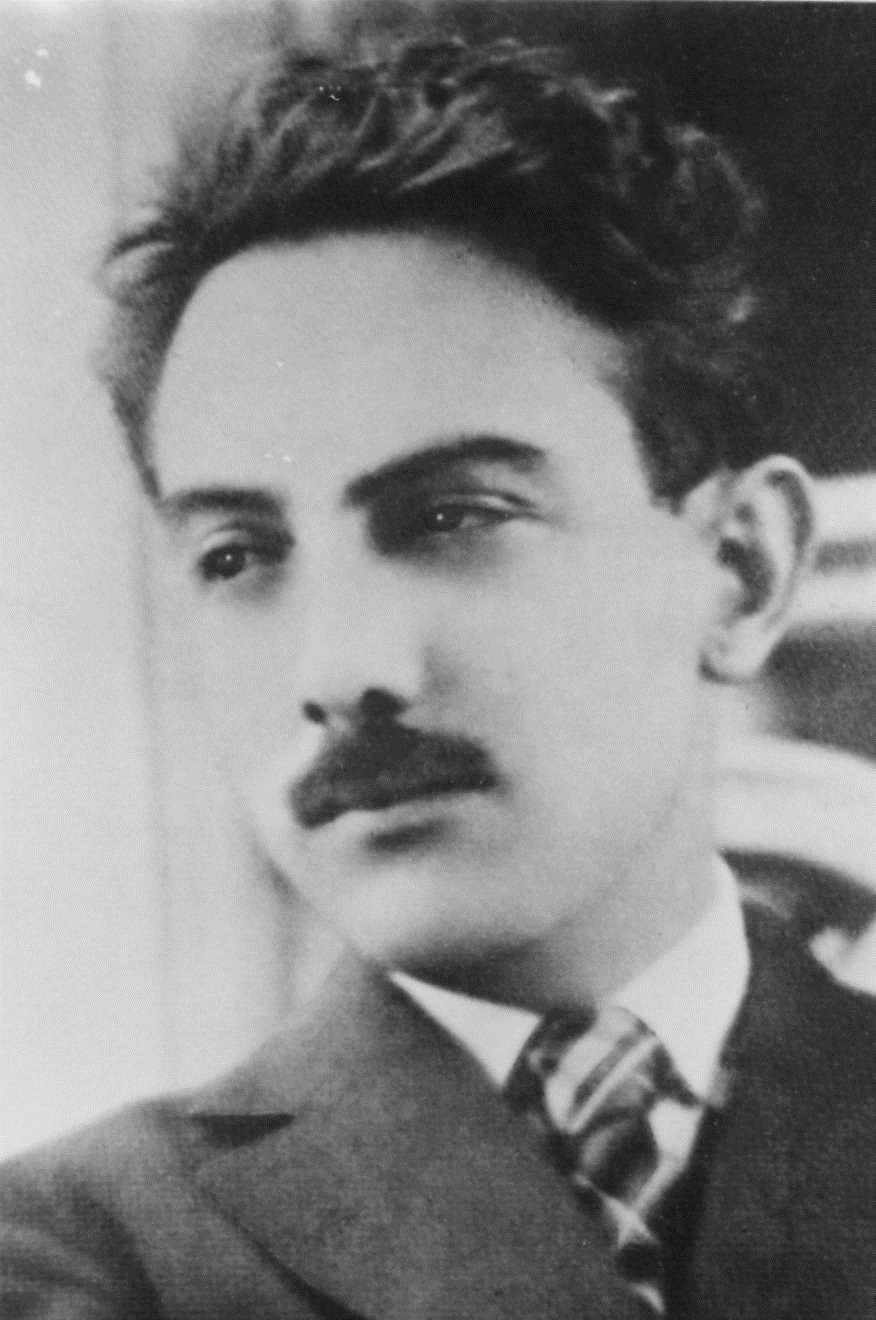
Omar Dengo Guerrero, famoso educador costarricense.

El nombre Campus Omar Dengo se le dio en honor al famoso educador costarricense Omar Dengo Guerrero, quien cursó su carrera de educación en la anterior Escuela Normal, la cual con el paso del tiempo pasaría a constituirse en la actual Universidad Nacional de Costa Rica.
También forman parte del Campus los edificios dedicados a labores administrativas, tales como el departamento de admisión y registro, el departamento financiero, la rectoría, entre otros.
En los últimos años se ha visto la acelerada expansión de infraestructuras dentro del Campus gracias al convenio UNA-BCIE que fue pactado con la finalidad de renovar algunos de los antiguos edificios, entre ellos los de la Facultad de Filosofía y Letras y la Facultad de Ciencias Sociales.
La más reciente construcción de infraestructura se celebró en el 2010, cuando se inauguró el nuevo Edificio Registro-Financiero y el Megalaboratorio Estudiantil el cual constituye un importante logro para la enseñanza del idioma inglés y de muchos otros cursos que requieren el uso de laboratorios de este tipo.
Durante el año 2009, se creó el nuevo edificio del Colegio Humanístico Costarricense, el cual está ubicado a las afueras del campus. Antes de esta fecha, el colegio se encontraba dentro del campus, cerca de la soda principal. Esta institución fue creada con la finalidad de atender los intereses y el talento de la juventud en los campos de las letras, artes, filosofía, tecnología, ciencias sociales y exactas de una manera integral, con el fin de desarrollar en ella la sensibilidad propia del humanismo y las humanidades.
El Colegio Humanístico es una alternativa de carácter preuniversitario que ofrece a los estudiantes la oportunidad de desarrollar y adquirir destrezas, conocimientos y orientación profesional por medio del estímulo de la capacidad crítico-analítica, creativa y racional, lo cual promueve la participación activa a través del uso de laboratorios, giras de campo y experiencias académicas de alto nivel.
Durante el periodo 2015-2017, la Universidad Nacional estará ejecutando 20 obras de infraestructura que fortalecerán el quehacer universitario.

## Admisión
Para la admisión a dicha universidad, se lleva a cabo una prueba de admisión de 50 preguntas, donde los criterios para otorgar la puntuación de dicho examen valoran los elementos de razonamiento verbal y matemático. La calificación de este se valora junto a un análisis psicosocial y sobre el historial académico del estudiante durante sus últimos años de estudio. La Universidad Nacional ofrece, entre su oferta académica, carreras que requieren la aplicación de la Prueba de Aptitud Específica. Para aplicar dicha prueba, el/la postulante debe cumplir con el requisito de realizar la Prueba de Aptitud Académica (examen de admisión).

## Deportes
La Universidad Nacional ha mantenido dignas representaciones deportivas en múltiples disciplinas como Baloncesto, Béisbol, Voleibol, Natación, Ajedrez, Atletismo y Fútbol. Promoviendo la actividad deportiva en torneos internos y en JUNCOS a nivel nacional.
En la década de los 70 y 80 tuvo su equipo de Béisbol en primera y segunda división. Y consecuentemente en 1973 se crea la A.D. Universidad Nacional que destacó en la Tercera División del Fútbol de Costa Rica (CONAFA). También conocida como la Segunda División de Ascenso por ACOFA (ANAFA).

## Sedes Regionales y otros Centros de Investigación
La mayoría del estudiantado, proveniente de todo el país y del extranjero, se concentra en la provincia de Heredia, en los Campus Omar Dengo y Campus Benjamín Nuñez. Las demandas básicas de formación universitaria de las comunidades más alejadas, se atienden mediante las sedes regionales y Centros de Investigación:
Sur del país:
- Sede Regional Brunca  Campus Pérez Zeledón (en el cantón de Pérez Zeledón) y Campus Coto (en el distrito Canoas del cantón de Corredores, a 5 km de la frontera con Panamá))

Noroeste del país: 
- Sede Regional Chorotega(Campus Liberia y Campus Nicoya)

Noreste del país:
- Campus Sarapiquí (Las Horquetas, Cantón de Sarapiquí)

Centros de Investigación:
- Casa Golfito

- Estación Biológica Marina